# Меџаји
У Новом царству меџаји су били елитна паравојна полиција и њени припадници су служили као пустињски извиђачи и заштитници у разним областима.
Термин је првобитно служио за означавање региона на северу Судана и југу Египта коју су насељавала номадска племена Нубијаца. Ови Нубијци су служила у Египту као плаћеници и формирали су комплексну државну управу сличну државној полицији. Постепено је термин почео да се користи за ту саму полицију.
Током Средњег царства древни египћани су ценили њихове вештине у борби и зато су их унајмљивали као гауче, пешадију, војнике и шпијуне.
Током осамнаесте династије, меџаји су служили као урбана полиција са својом хијерархијом, одвојно од свих других представника власти. Међутим, меџаји се не спомињу у текстовима након двадесете династије (1189-1077 пре нове ере).

## Порекло и дужности плаћеника
Меџаји се први пут спомињу у Старом царству када их уз друге Нубијце наводи Вени, генерал фараона Пепија I. У то време термин меџај се односио на људе из земље Меџа, округ за који се сматра да се налазио код друге катаракте у Нубији.
Током средњег царства, меџај је почео да се односи све више на људе, а не место (иако постоје спомињања земље Меџа). Писани извори спомињу меџаје као номадски пустињски народ. Као путујући народ су радили у свим деловима египатског друштва: као радници у храму, слуге у палати, трговци... Меџаји су радили у египатским утврђењима у Нубији и патролирали су пустињу. Понекад су радили и као војници. Током Другог међупериода су учествовали у Камосовој кампањи против Хикса и играли су важну улогу у претварању Египта у војну силу.

## Полиција
До осамнесте династије (током Новог царства) меџаји су били елитна паравојна полицијска организација. Термин се више није користио за етничку групу, већ за ову полицију. Као елитне јединице, меџаји су често штитили разна подручја, посебно она за која је фараон имао интерес попут краљевских гробља или граница Египта. Иако су најпознатијим као заштитници краљевских палата и гробница у Теби и суседним областима, меџаји су били присутни и у Доњем и Горњем Египту. Свака регионална јединица је имала свог капетана.
У почетку се група састојала од етничких меџаја и оних који потичу од старих племенских група. То се временом променило, јер је све више и више египћанина почело да ради као меџај. Извори спомињу да су меџај капетани и вође имали египатска имена и приказивани су као египћани. Зашто се ова промена десила није познато, али се претпоставља да су египћани почели да раде као меџаји због њиховог елитног статуса.

## Пропаст
Након двадесете династије, термин меџај се више не спомиње у писаним изворима. Није познато да ли су распуштени или су променили име. Међутим, постоји претпоставка да је група људи под именом Медед, која се борила против Куша у 5. и 4. веку пре нове ере, можда повезана са меџајима.

## У медијима
У филму Мумија из 1932. године, меџаји се помињу као телохранитељи Сетија I. Спомињу се и  филму Повратак мумије(2001).
У видео игрици Assassin's Creed Origins главни лик се сматра "последњим меџајем" и ради као "шериф" током првог века пре нове ере у Египту (Птолемејски период).